# Île de la Baleine
L'île de la Baleine est une île de l'archipel des Kerguelen située dans le golfe du Morbihan au nord-nord-ouest de l'île Australia dans les Terres australes et antarctiques françaises.

## Toponymie
Son nom lui a été attribué en raison de sa forme équivoque ressemblant fortement à celle d'une baleine.

## Représentation
Un timbre des TAAF représentant cette île a été émis en 2007.